# Megastylus tenellus
Megastylus tenellus là một loài tò vò trong họ Ichneumonidae.